# 雷德伯德 (內布拉斯加州)
雷德伯德（英語：Redbird）是位於美國內布拉斯加州霍爾特縣的非建制地區。

## 歷史
雷德伯德的郵局於1900年設立，其後於1959年停運。

## 地理
雷德伯德所處的海拔為高於海平面433米（即1421英呎），而該地所採用的時區為UTC-6，即北美中部时区（CST）。同時該地設有夏令時間，為UTC-6調快一小時，即UTC-5（CDT）。